# When the Lovelight Starts Shining Through His Eyes
When the Lovelight Starts Shining Through His Eyes è un singolo del gruppo femminile statunitense The Supremes, pubblicato nel 1963.

## Il disco
When the Lovelight Starts Shining Through His Eyes è stato il primo brano delle Supremes scritto dal trio di autori Holland-Dozier-Holland, associato alla Motown.
When the Lovelight Starts Shining Through His Eyes, il cui titolo di lavorazione era The Lovelight in His Eyes, è stato anche il primo singolo delle Supremes a entrare nella Top 40.
Le voci maschili presenti nella canzone appartengono a Holland-Dozier-Holland, mentre è circolata a lungo una leggenda che voleva appartenessero ai Four Tops.

## Tracce
1. When the Lovelight Starts Shining Through His Eyes
2. Standing at the Crossroads of Love

## Formazione
- Diana Ross - voce
- Florence Ballard - cori
- Mary Wilson - cori
- The Four Tops - cori
- Holland-Dozier-Holland - cori
- The Funk Brothers - strumenti

## Cover
Della canzone esistono almeno 10 cover.
- Una cover interpretata dalla cantante britannica Dusty Springfield è presente nel suo primo album A Girl Called Dusty (1964).